# Hermione Corfield
Hermione Isla Conyngham Corfield (Londen, 19 december 1993) is een Britse actrice.

## Levensloop
Corfield werd geboren in Londen als een van de drie kinderen van John Corfield en Emma Willis. Ze ging naar de Downe House School in Cold Ash in de buurt van Newbury in Yorkshire. Na de Downe House School studeerde ze Engelse literatuur aan University College London en volgde later een acteercursus aan het Lee Strasberg Theatre and Film Institute.
Een van haar eerste rollen op het witte doek was in 2015 als Ann Kelmot in de film Mr. Holmes. In hetzelfde jaar was ze ook te zien samen met Tom Cruise in Mission: Impossible – Rogue Nation. Met een bijrol in Pride and Prejudice and Zombies volgden in 2016. In 2017 verscheen ze als Ainsley in xXx: Return of Xander Cage en was ze ook betrokken bij King Arthur: Legend of the Sword. In december 2017 volgde Star Wars: Episode VIII: The Last Jedi, waarin Corfield de rol van jachtpiloot Tallie op zich nam. In 2018 speelde ze de hoofdrol van Sawyer Scott in de thriller Rust Creek.

## Filmografie

### Film
Uitgezonderd korte films.
| Jaar | Titel                                  | Rol                            | Opmerkingen                   |
| ---- | -------------------------------------- | ------------------------------ | ----------------------------- |
| 2014 | 50 Kisses                              | Anna                           | Segment: "Colton's Big Night" |
| 2015 | Mr. Holmes                             | Matinee 'Ann Kelmot'           |                               |
| 2015 | Mission: Impossible – Rogue Nation     | Platenwinkelhouder / IMF agent |                               |
| 2016 | Pride and Prejudice and Zombies        | Cassandra                      |                               |
| 2016 | Fallen                                 | Gabrielle Givens               |                               |
| 2017 | xXx: Return of Xander Cage             | Ainsley                        |                               |
| 2017 | King Arthur: Legend of the Sword       | Syren 3                        |                               |
| 2017 | Bees Make Honey                        | Tatiana                        |                               |
| 2017 | Star Wars: Episode VIII: The Last Jedi | Tallissan "Tallie" Lintra      |                               |
| 2018 | Rust Creek                             | Sawyer Scott                   |                               |
| 2018 | Slaughterhouse Rulez                   | Clemsie Lawrence               |                               |
| 2019 | Born a King                            | Prinses Mary                   |                               |
| 2019 | Sea Fever                              | Siobhán                        |                               |
| 2021 | The Misfits                            | Hope                           |                               |

### Televisie
Uitgezonderd eenmalige gastrollen.
| Jaar | Titel            | Rol          | Opmerkingen    |
| ---- | ---------------- | ------------ | -------------- |
| 2017 | The Halcyon      | Emma Garland | 8 afleveringen |
| 2020 | We Hunt Together | Freddy Lane  | 6 afleveringen |

### Videospellen
| Jaar | Titel                              | Rol                       | Opmerkingen |
| ---- | ---------------------------------- | ------------------------- | ----------- |
| 2022 | Lego Star Wars: The Skywalker Saga | Tallissan "Tallie" Lintra | stem        |